# 依格孜也尔乡
依格孜也尔乡（維吾爾語：ئېگىزيەر يېزىسى‎，拉丁维文：Ëgizyer Yëzisi），是中华人民共和国新疆维吾尔自治区喀什地区英吉沙县下辖的一个乡镇级行政单位。

## 行政区划
依格孜也尔乡下辖以下地区：
尤卡克霍伊拉村、托万霍伊拉村、塔格勒艾日克村和玉融巴西村。